# Чернокозовское сельское поселение
Чернокозовское се́льское поселе́ние — муниципальное образование в Наурском районе Чечни Российской Федерации.
Административный центр — село Чернокозово.

## История
Статус и границы сельского поселения установлены Законом Чеченской Республики от 14 июля 2008 года № 47-РЗ «Об образовании муниципального образования Наурский район и муниципальных образований, входящих в его состав, установлении их границ и наделении их соответствующим статусом муниципального района и сельского поселения».

## Население
| 2009  | 2010  | 2012  | 2013  | 2014  | 2015  | 2016  |
| ----- | ----- | ----- | ----- | ----- | ----- | ----- |
| 2430  | ↗3579 | ↗3619 | ↗3709 | ↗3758 | ↗3779 | ↗3829 |
| 2017  | 2018  | 2019  | 2020  | 2021  | 2023  | 2024  |
| ↘3798 | ↘3757 | ↘3726 | ↘3725 | ↘3261 | ↗3308 | ↗3354 |

## Состав сельского поселения
| № | Населённый пункт | Тип населённого пункта       | Население |
| - | ---------------- | ---------------------------- | --------- |
| 1 | Капустино        | хутор                        | ↗494      |
| 2 | Чернокозово      | село, административный центр | ↗3085     |